# Formica pacifica
Formica pacifica är en myrart som beskrevs av André Francoeur 1973. Formica pacifica ingår i släktet Formica och familjen myror. Inga underarter finns listade i Catalogue of Life.

## Bildgalleri

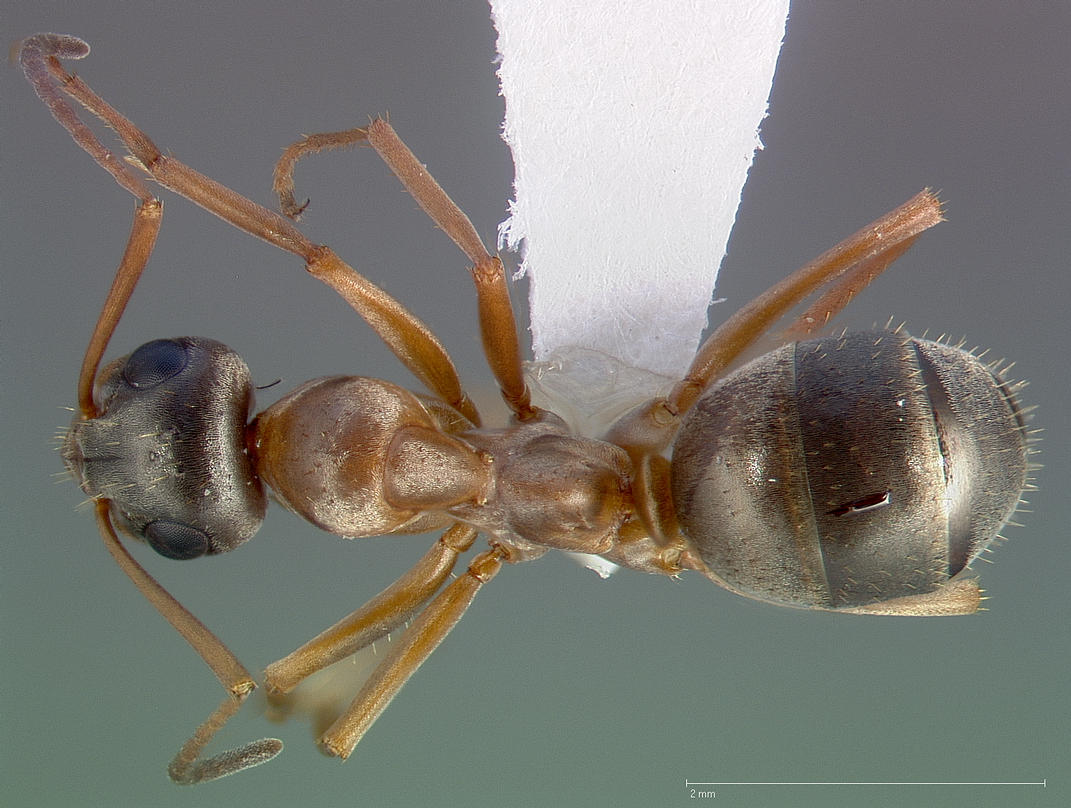
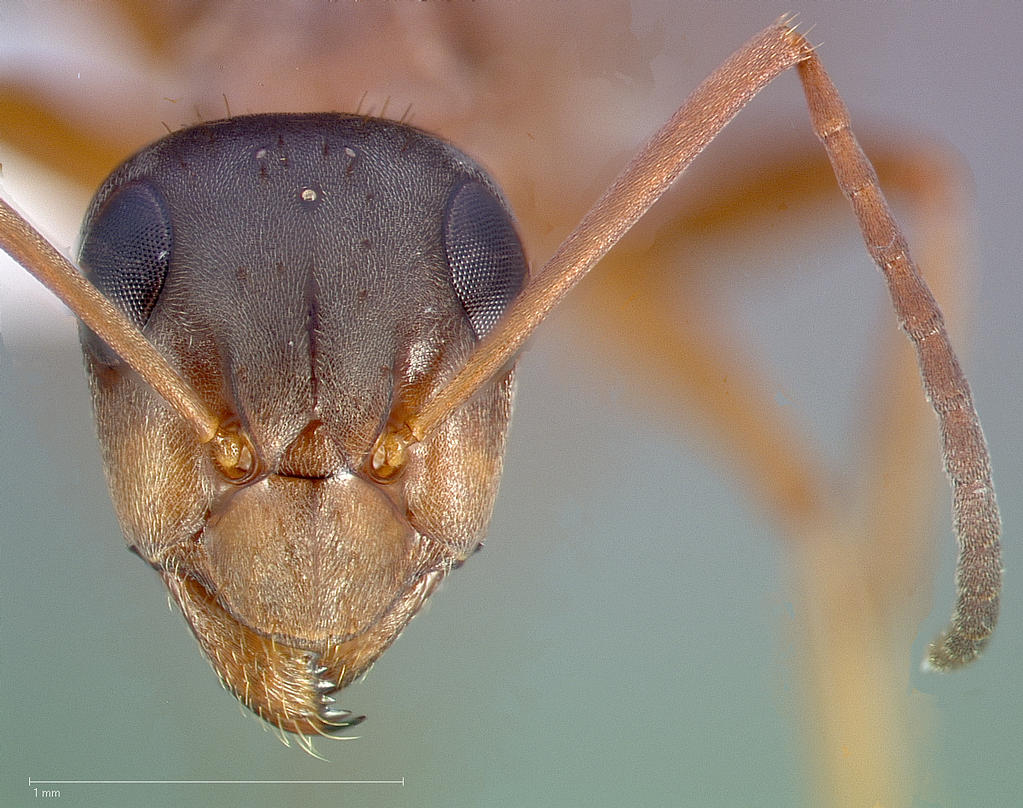
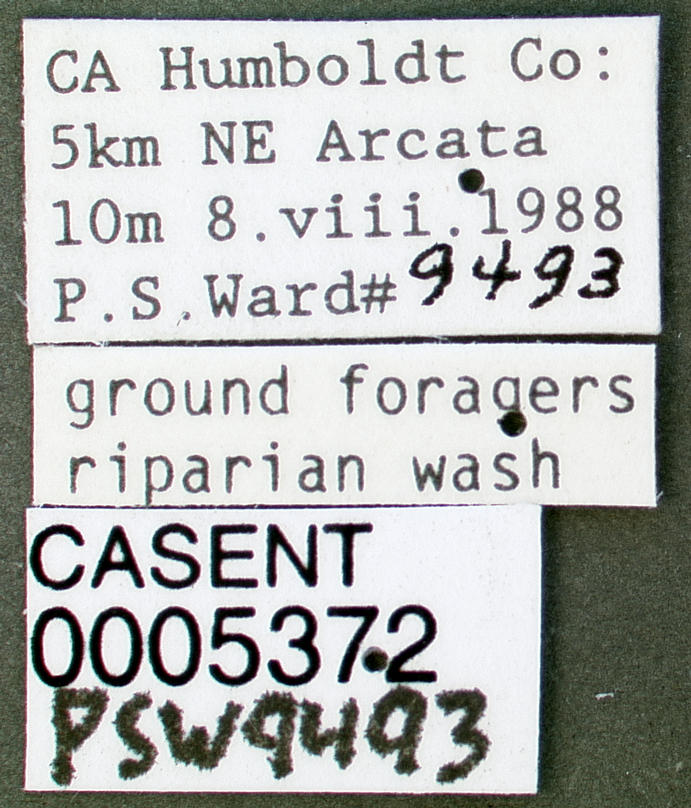
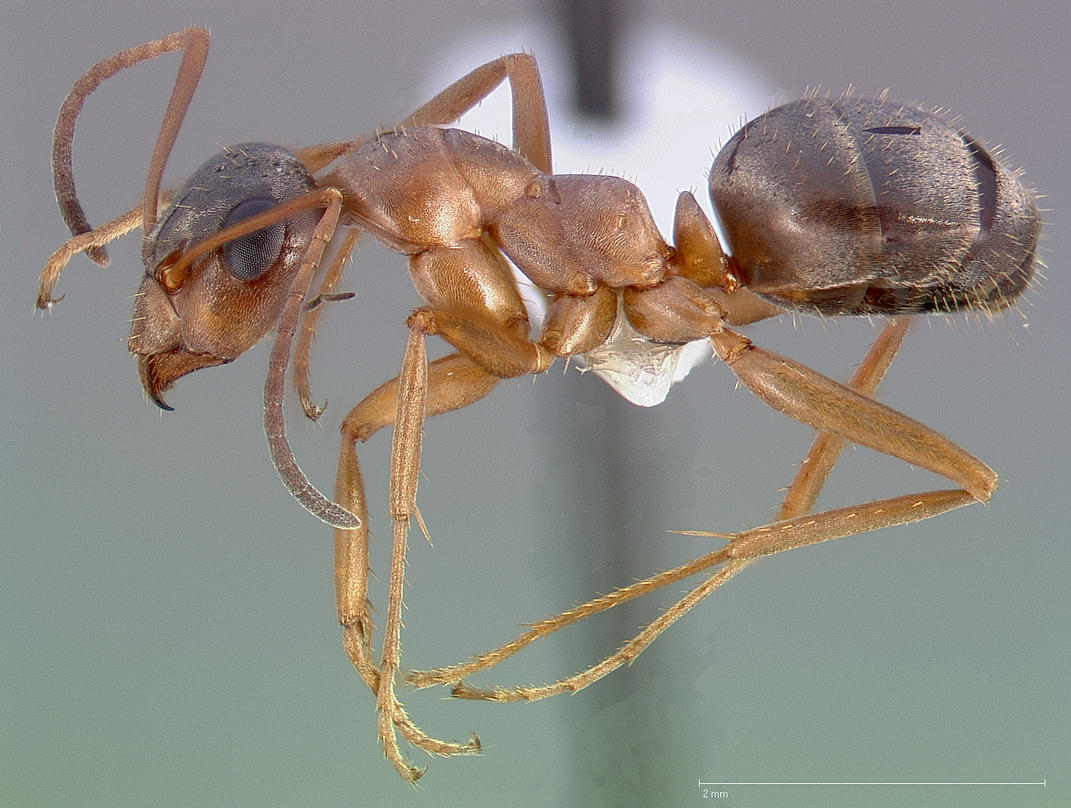